# Хидроелектрана Бочац 2
ХЕ Бочац 2 или у пуном називи Мала хидроелектрана Бочац 2 (МХЕ Бочац 2) је прибранско постројење са инсталисаном снагом електране које износи 8,76 МW, и очекиваном годишњом производњаом од 41,6 GWh електричне енергије.
Изграђена је на постојећој брани компензационог базена ХЕ Бочац. Изградња објекта трајала је од 20. јула 2015. године до њеног пуштања у рад 20. августа 2018. године. Новоизграђена мала хидроелектрана „Бочац 2“ по својим специфичним карактеристикама представља јединствен објекат у оквиру система Електропривреде Републике Српске.

## Положај
ХЕ Бочац 2 се налази на реци Врбас седам километара низводно од ХЕ Бочац 1, која је изграђена 37 година раније.

## Река Врбас
Река Врбас чији слив се налази у западном делу Босне и Херцеговине, на територији општина Горњи Вакуф, Бугојно, Доњи Вакуф, Јајце, Бања Лука (град), Лакташи, Србац и Градишка, у којима живи преко 500.000 становника.
На целокупном свом току, Врбас је створио идеалне услове за развој биодиверзитета. Литице кањона Врбаса су дом орловима, соколовима и јастребовима. Његовим зеленим водама пливају липљен, пастрмка и младица, што је сврстава у једну од најатрактивнијих за риболовни туризам.

### Географске карактеристике
Река Врбас извире испод планине Зец (планина код Фојнице) и након 235 km дугог тока улива се у реку Саву код Српца, на 96 m надморске висине. На свом путу од извора до ушћа ртека Врбас својом вооодом усекла је композитну долину, пролазећи кроз Скопљанску котлину, Виначку клисуру, Јајачку котлину, кањонску долину Тијесно, Бањалучку котлину и Лијевче поље.
На свом току она ствара три карактеристичне целине, у: 
- горњем току од извора до Јајца река Врбас је типична планинска река с много брзака и слапова,
- средњем току, од Јајца до Бање Луке, река Врбас је са наглашеним падом корита као пробојница формира дубоки кречњачки кањон,
- доњем току, од Бање Луке до ушћа, река Врбас има карактеристике типичне равничарске река.

Пре Бање Луке, Врбас пролази кроз кањон и бројне клисуре, који су заштићени Законом о заштити природних вриједности из 1955. године. Тече кроз: Скопљанску котлину, Виначку клисуру, Јајачку котлину, кањонску долину Тијесно, Бањалучку котлину а доњим током преко своје макроплавине Лијевче поље.

### Слив
Слив реке Врбаса који има површину око   6.386 km² је издуженог облика дужине 150 km и просечне ширине 70 km. Просечна надморска висина слива је 690 м.н.в., а највиша тачка у сливу је на око 2.100 м.н.в.
Просечне годишње падавине у подрућју слива крећу се одо око 800 l/m2 при ушћу Врбаса у Саву до око 1500 l/m2 на јужном делу слива.
Просечно вишегодишње отицање са слива реке Врбаса износи око 132 m³/s. Просечно специфично отицање износи око 20,7 l/s/km².
Поред реке Врбас њен слив чине и:
- 36 директне притоке дуже од 10 километара, међу којима су најзначајније реке Плива, Угар, Црна ријека и Врбања,
- многобројне мање притоке у горњем току, реке: Десна, Тушница, Трновача, Крушчица, Бистрица, Бунта, Вилешки поток (Вилешка ријека), Весочница, Поричница, Витина (Витинска ријека), Дубока, Прусачка и Оборачка ријека и Семешница.

### Хидроенергатски потенцијал
- Просјечан пад главног тока реке Врбас је 6 m/km, што га чини атрактивним за хидроенергетско коришћење. *Просечна надморска висина је око 690 m.n.m.
- Просечне годишње падавине крећу се одо око 800 l/m² на ушћу Врбаса у Саву до око 1.500 l/m² на јужном делу слива.
- Просечно вишегодишње отицање са слива реке Врбаса износи око 132 m³/s.
- Просечно специфично отицање износи око 20,7 l/s/km².
- Просечни коефицијент отицаја је око 0,59.
- Режим тока воде у сливу реке Врбас је неравномеран.
- Минимални протицаји падају на око 22-23% од просечног вишегодишњег протицаја.
- Екстремно и до 10% на Врбасу код Горњег Вакуфа и на ушћу Врбање.
- Максимални протицаји су од пет пута већи од средњих вишегодишњих протицаја.
- Велике воде појављују се у периоду март-мај, а најизраженије су у априлу.
- Маловодни периоди се јављају у периоду август-септембар, са минималним протицајем у августу.

## Техничке карактеристике
Хидроелектрана „Бочац 2“ је изграђена тако да задовољава савремене трендове и технолошка достигнућа која се данас примењују у свету. Уграђена опрема произведена је од стране реномираних свјетских произвођача ки испуњава европске и светске стандарде, како у делу ефикасности, тако и делу заштите на раду и заштите животне средине.
ХЕ „Бочац 2“ уграђена су два капсулна агрегата, сваки од њих тежак 55 тона и снаге 5 МW, који су данас међу првим агрегатима овог типа уграђеним на подручју бивше Југославије.
Машинска зграда са 2 агрегата инсталисаног протока од 55 m³/s је лоцирана у левом боку профила. Према предложеном решењу систем има средњу годишњу производњу енергије од 41,603 GWh при средњој снази 4,746 МW.
| Назив електране                                                                                              | MHE Бочац 2                                    | MHE Бочац 2                                    |
| Тип електране                                                                                                | Прибранско, проточна                           | Прибранско, проточна                           |
| Почетак рада                                                                                                 | 28. септембар 2018. године                     | 28. септембар 2018. године                     |
| Начин управљањењ                                                                                             | Аутоматски/SCADA систем                        | Аутоматски/SCADA систем                        |
| Тип турбине и произвођач                                                                                     | Хоризонтална капланова, ECOBulb, Andritz Hydro | Хоризонтална капланова, ECOBulb, Andritz Hydro |
| Тип генератора и произвођач                                                                                  | Синхрони, са трајним магнетима, Andritz Hydro  | Синхрони, са трајним магнетима, Andritz Hydro  |
| Нивои напона мреже на коју су прикључени објекти и постројења                                                | [kV]                                           | 35                                             |
| Број агрегата/блокова                                                                                        | kom                                            | 2                                              |
| Номинална привидна снага на генераторимаna prividna snaga na generatorima                                    | [MVA]                                          | I= 4,995; II=4,995; I+II=9,990;                |
| Номинална активна снага на генераторима                                                                      | [MW]                                           | I= 4,995; II=4,995; I+II=9,990;                |
| Нормални фактор снаге                                                                                        | cos φ                                          | 1                                              |
| Максимална реактивна снага агрегата                                                                          | [MVAr]                                         | 2,2                                            |
| Минимална снага агрегата                                                                                     | [MW]                                           | 0,90                                           |
| Годишња производња електране на прагу (остварена просечна десетогодишња закључно са последњом пуном годином) | [MWh]                                          | 41.603 планирана производња                    |
| Укупни степен корисности                                                                                     | [%]                                            | 88,5                                           |
| Називна снага трансформатора                                                                                 | [MVA]                                          | 10                                             |
| Сопствена потрошња из бранше (остварени просек десетогодишњице закључно са последњом пуном годином)          | [MWh]                                          | 190 планирана                                  |
| Потрошња из мреже (постигнути просечан десетогодишњи период закључно са последњом пуном годином)             | [MWh]                                          | 15 планирана                                   |
| Инсталирани проток агрегата (хидроелектране)                                                                 | [m3/s]                                         | 110 (2 h 55)                                   |
| Енергија добијена од 1[m3] воде                                                                              | [kWh]                                          | 0,0276                                         |
| Количина воде за 1 [kWh] енергије                                                                            | [m3]                                           | 36,159                                         |
| Еколишки прикватљив проток                                                                                   | [m3/s]                                         | 17 раније послато                              |
| Тип акумулације                                                                                              | Вештачка са дневним нивелисањем                | Вештачка са дневним нивелисањем                |
| Укупна запремина акумулације                                                                                 | [106 m³]                                       | 2,31 na koti 227,80                            |
| Корисна запремина акумулације                                                                                | [106 m³]                                       | 2                                              |
| Мртав простор акумулације                                                                                    | [106 m³]                                       | 0,31 на коти 223,00                            |
| Енергетска вредност акумулације за максимални радни ниво                                                     | [MWh]                                          | 51,66                                          |
| Енергетнска вредниост акумулације за минимални радни ниво                                                    | [MWh]                                          | 2,22                                           |
| Радни ниво                                                                                                   |                                                |                                                |
| *максимални                                                                                                  | [m.n.m.]                                       | 227,80                                         |
| *минимални                                                                                                   | [m.n.m.]224,30                                 |                                                |
| Ниво доње воде                                                                                               | [m.n.m.]                                       | 216,71                                         |
| Максимални бруто пад                                                                                         | [m.n.m.][m]                                    | [m.n.m.]11,09                                  |
| Капацитет органа за евакуацију воде                                                                          | [m.n.m.][m3/s]                                 | [m.n.m.]1500                                   |
| Димензије цевовода (унела)                                                                                   | [m.n.m.][m,D,Q]                                | [m.n.m.]2x(18,2[m];5,5[m]; 55 m³/s)            |
| Димензије канала                                                                                             | [m.n.m.][m,Q]                                  | [m.n.m.]2x(35,5[m], 55 [m3/s])                 |